# Кетел (Штормарн)
Кетел (њем. Köthel) општина је у њемачкој савезној држави Шлезвиг-Холштајн. Једно је од 55 општинских средишта округа Штормарн. Према процјени из 2010. у општини је живјело 341 становника. Посједује регионалну шифру (AGS) 1062040.

## Географски и демографски подаци
Кетел се налази у савезној држави Шлезвиг-Холштајн у округу Штормарн. Општина се налази на надморској висини од 38 метара. Површина општине износи 3,8 km². У самом мјесту је, према процјени из 2010. године, живјело 341 становника. Просјечна густина становништва износи 89 становника/km².